# Ceignes
Ceignes es una comuna francesa situada en el departamento de Ain, de la región de Auvernia-Ródano-Alpes.

## Demografía
| 352 | 373 | 442 | 444 | 402 | 435 | 436 | 411 | 417 | 393 | 355 | 350 | 308 | 319 | 287 | 291 | 267 | 259 | 239 | 225 | 185 | 178 | 150 | 146 | 135 | 128 | 134 | 131 | 124 | 114 | 136 | 160 | 230 | 273 | 262 | 254 |
| Para los censos de 1962 a 1999 la población legal corresponde a la población sin duplicidades (Fuente: INSEE [Consultar]) |     |     |     |     |     |     |     |     |     |     |     |     |     |     |     |     |     |     |     |     |     |     |     |     |     |     |     |     |     |     |     |     |     |     |     |

## Lugares y monumentos

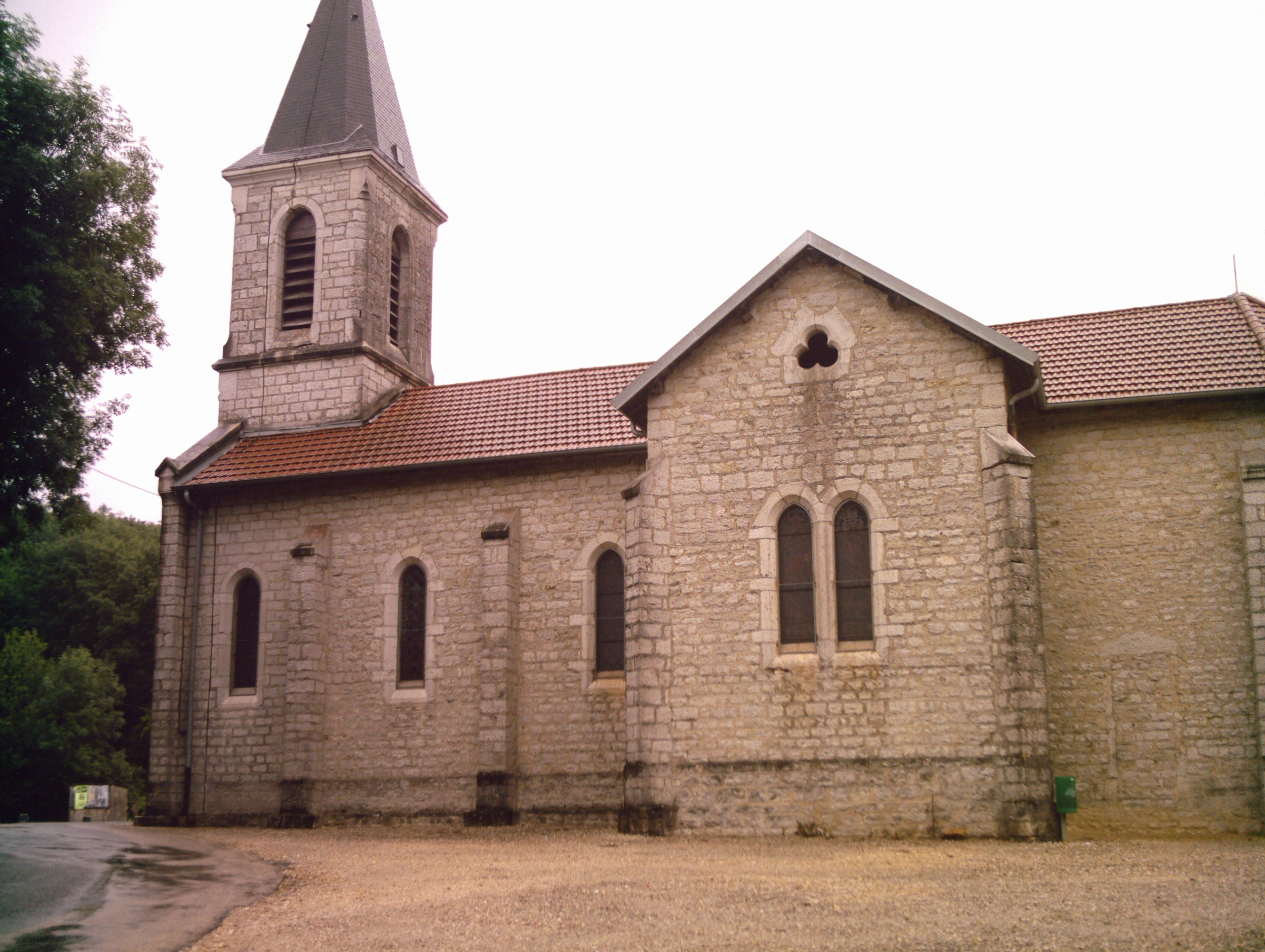

En la aldea de Étables, se encuentra una capilla fortificada del siglo XI, un horno de pan de la misma época y un lavadero comunal. También hay restos de un camino galo-romano.